# Kirby Fighters 2
Kirby Fighters 2 (カービィファイターズ2?, Kābyi Faitāzu 2) è un picchiaduro del 2020 per Nintendo Switch ed è il sequel diretto di Kirby Fighters Deluxe . Sviluppato da HAL Laboratory e Vanpool e pubblicato da Nintendo, il gioco presenta personaggi di franchise di Kirby e utilizza il motore di gioco di Super Kirby Clash. Il gioco è stato reso disponibile in tutto il mondo nel settembre 2020, ma è trapelato in precedenza sul sito web di Play Nintendo.

## Modalità di gioco
Kirby Fighters 2 è un picchiaduro per un massimo di quattro giocatori che permette il multiplayer locale e online. Ogni giocatore può scegliere un'abilità in base alle abilità di copia dei precedenti giochi della serie, e ognuno ha un diverso set di mosse. Sebbene la maggior parte dei personaggi siano varianti diverse di Kirby, è possibile giocare anche personaggi aggiuntivi come King Dedede e Meta Knight.

## Sviluppo e pubblicazione
Kirby Fighters 2 è stato sviluppato da HAL Laboratory e Vanpool e pubblicato da Nintendo, utilizzando il motore di gioco Super Kirby Clash. Il gioco è uscito in tutto il mondo il 23 settembre 2020 sul Nintendo eShop, sei anni dopo il titolo precedente, Kirby: Triple Deluxe. Poco dopo, venne pubblicata una demo gratuita del gioco. Sebbene il gioco sia stato pubblicato a settembre, il gioco fu accidentalmente mostrato sul sito web di Play Nintendo come titolo scaricabile prima dell'uscita.

## Accoglienza
| Testata               | Giudizio |
| --------------------- | -------- |
| Metacritic (media al) | 65/100   |
| GameSpot              | 6/10     |
| Hardcore Gamer        | 4/5      |
| Nintendo Life         | 8/10     |
| Nintendo World Report | 6,5/10   |
| Shacknews             | 5/10     |

Il gioco è stato accolto da recensioni medie secondo l'aggregatore di recensioni Metacritic.